# Ryden Dirtay
Ryden Dirtay – drugi album amerykańskiej grupy Psychopathic Rydas, wydany w 2001 roku.

## Lista utworów
1. Intrizzo
2. Gangsta Shit
3. Nobody In Dis
4. Never Gone Quit (w/ Lil' Poot)
5. BOOM!
6. Ryde 2 Da End
7. Bye Bye
8. Dem Bitches
9. There It Goes
10. Ryden Dirtay
11. Ryde Out
12. Thumpin'
13. Murder Follows Me